# ベルトラン・ピカール

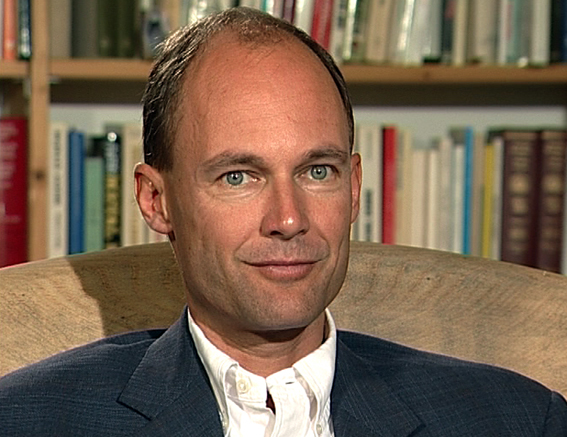
ベルトラン・ピカール

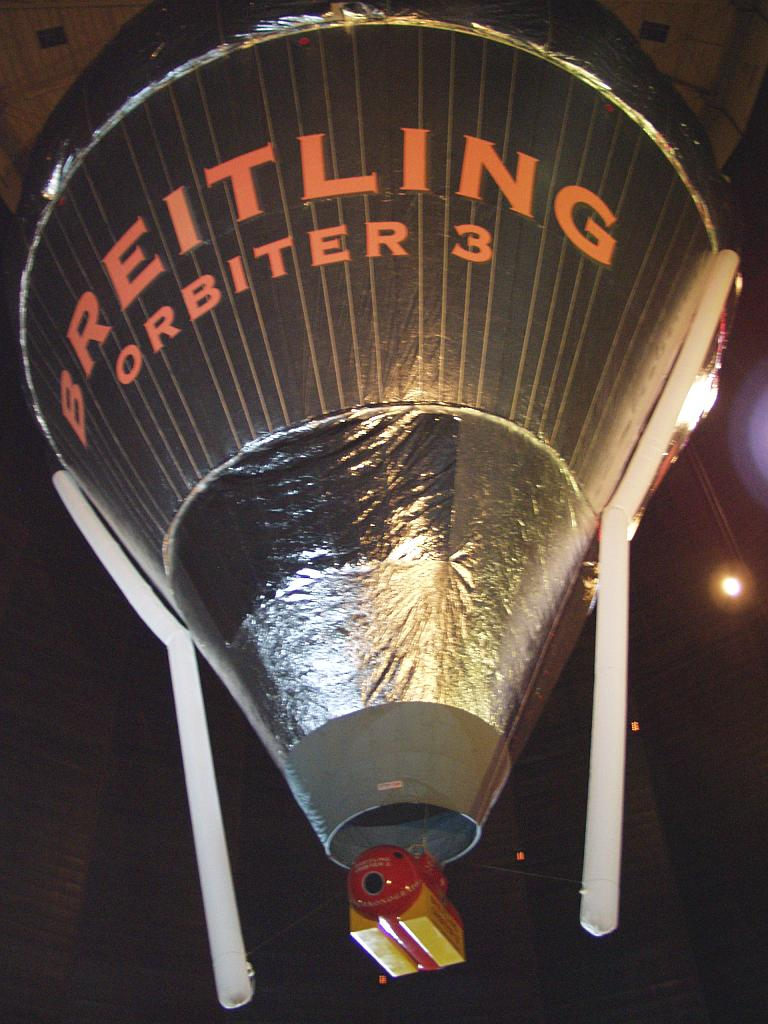
ブライトリング オービター 3

ベルトラン・ピカール（Bertrand Piccard、1958年3月1日 - ）は、スイスの冒険家、精神科医師。
スイスのローザンヌ生まれ。パイロットとして「ブライトリング オービター 3」（ロジェ気球）にクルーのブライアン・ジョーンズと搭乗し、1999年3月1日から21日にかけての20日間弱の飛行で気球による初の無着陸世界一周飛行を達成した（FAI公認世界記録としては世界一周最短時間記録370時間24分）。「ブライトリング オービター」が1997年に燃料漏れ、「ブライトリング オービター 2」が1998年に中国の領空通過拒否で失敗した後の栄光である。結婚し子供が3人。ローザンヌ在住。

## ピカール一家
ベルトラン・ピカールの祖父オーギュスト・ピカール教授（物理学）は著名な気球飛行家、深海探検者。気球による高度記録を達成。父のジャック・ピカールは有人潜水深度記録を作った海洋探検者。

## 活動歴
父とのフロリダ州滞在中に子供としてアポロ計画関係者に会い啓発される。1985年にハンググライダーでヨーロッパ曲技チャンピオン。マイクロライト飛行も活発に実施。1992年に「クライスラーチャレンジ大西洋横断レース」で優勝。ブライトリング オービター 3の成功の後は世界中で講演するのに加えてWinds of Hope Foundationによる社会活動に力をいれ、太陽エネルギーのみを動力源とする飛行機「ソーラー・インパルス」による世界一周飛行のプロジェクトを同じスイスの冒険家・パイロットであるアンドレ・ボルシェベルグと共に実行した。

### 「ソーラー・インパルス」プロジェクト
2015年3月9日には自らソーラー・インパルスのパイロットとして、アラブ首長国連邦アブダビのアル・バティーン・エグゼクティブ空港を飛び立った後、2016年7月26日に同空港に到着し、世界一周を成し遂げた。天候不順で中国からハワイへの航路で日本の名古屋市小牧空港への退避や、ハワイに到着時した際には過熱でバッテリーが破損し10か月もの修理期間などがあったが、16か月にわたる計17回・23日間の飛行で世界一周に成功した。

## 資料

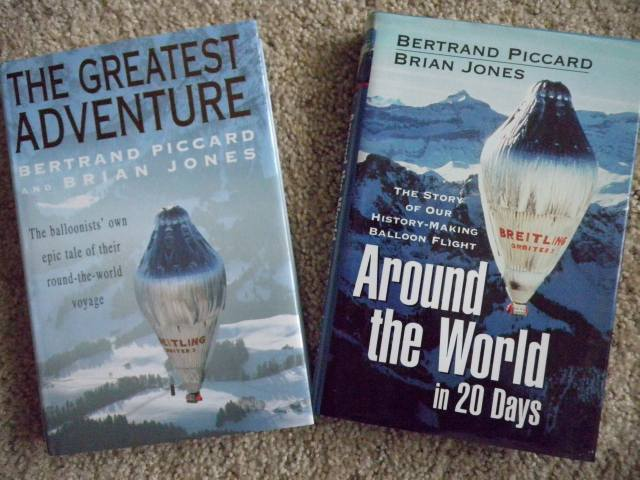
気球による世界一周飛行の本は米欧の出版社から同じ内容で出ているがタイトルが異なる。

- ベルトラン・ピカール、ブライアン・ジョーンズ The Greatest Adventure [ISBN 0-7472-7128-3] 1999年 （下記書と内容は同じで先にロンドンで発刊）
- ベルトラン・ピカール、ブライアン・ジョーンズ Around the World in 20 Days [ISBN 0-471-37820-8] 1999年　（上記書と内容は同じもののニューヨークでの発刊）
- List of records established by 'Bertrand  PICCARD' - ウェイバックマシン（2008年8月28日アーカイブ分）（FAI Portal） - ベルトラン・ピカールの公認航空世界記録